# Marie Bell
Marie Bell (23 de dezembro de 1900 - 15 de agosto de 1985) foi uma atriz francesa.